# 65 Andromedae
65 Andromedae este o stea din constelația Andromeda.